# Marie-Françoise de Tassigny
Pour les articles homonymes, voir Famille d'Anglemont de Tassigny.
Marie-Françoise Lambin d'Anglemont de Tassigny  dite Marie-Françoise de Tassigny (née Glasson), binationale franco-suisse, née le 6 février 1947 à Nyon, est une personnalité politique genevoise, membre du Parti libéral-radical en Suisse. Elle est également une personnalité politique française, membre du Parti radical.

## Biographie
Née Glasson le 6 février 1947 à Nyon, Marie-Françoise de Tassigny est l'aînée de cinq enfants. Né à Bulle et d'origine fribourgeoise, son père était pharmacien à Nyon, professeur de pharmacologie à l'Université de Genève, municipal à Nyon et député au Grand Conseil du canton de Vaud,. Sa mère était française, également pharmacienne.
Après sa scolarité à Genève, elle obtient un diplôme d'éducation des jeunes enfants à l'institut des sciences de l’éducation en 1976, puis un certificat de directrice de crèche à l’école d'études sociales et pédagogiques de Lausanne en 1977. En 1995, elle obtient un MBA d'executive chief.
Coresponsable d'un jardin d’enfants à Vernier en 1967, elle crée le premier jardin d'enfants de Gland en 1968, fondatrice présidente de l'Association des directrices de crèche du canton de Genève de 1981 à 1988, Marie-Françoise de Tassigny prend la tête du Service de la petite enfance de la Ville de Genève en 1988. Elle le dirige jusqu’en 2009.
Elle fonde la première Maison verte de Suisse dans la lignée de la reflexion de Françoise Dolto.

## Parcours politique
Elle a siégé au Grand Conseil genevois entre 1995, succédant à un député démissionnaire, et 2007. Elle a fait partie des Commissions des grâces, des droits politiques, de l’enseignement supérieur, de la santé, sociale, de l’économie et de l'éducation. Le 18 novembre 2004, elle est élue présidente du Grand Conseil.
Candidate aux élections législatives de 2012 dans la sixième circonscription des Français établis hors de France, elle a obtenu 3,74 % des suffrages au premier tour[source insuffisante].
Depuis 2006, elle assume un mandat politique français en tant que conseillère élue de l'Assemblée des Français de l'étranger (AFE) pour la Suisse et la Principauté du Liechtenstein.
À Genève, elle a été proche politiquement d'Olivier Segond avec François Longchamp, Dominique Belli et Roger Beer.

## Autres mandats
Présidente du comité genevois de l'année internationale de la famille en 1994[réf. nécessaire], elle est présidente de la Commission cantonale genevoise de la famille pendant 10 ans.
Elle est également présidente depuis 2005 du Conseil de fondation Phénix, qui lutte contre les dépendances chez les adolescents.